# Batalla de Sisauranó
La Batalla de Sisauranó fou lliurada a la tardor del 589, entre les forces del general romà oriental Comencíol i les del general sassànida Afraates prop de la fortalesa de Sisauranó, a la Mesopotàmia Superior. Va provocada per la invasió romana de la regió de Bete-Aràbia, als voltants de Nísibis, i va acabar amb una important victòria romana. Després de la batalla, les tropes perses supervivents es van unir al general Vararanes Chobin en la seva rebel·lió contra el xa Ormazd IV (r. 579–590).

## Antecedents
En 572, el Nakharar armeni Vardanes III Mamiconi es va rebel·lar amb altres nobles contra l'autoritat de l'Imperi Sassànida sobre Armènia. Els rebels van rebre el suport dels ibers de Guaram I i de l'emperador Justí II (r. 565–578). Això va desencadenar l'eclosió d'una nova perllongada guerra entre els romans i els sassànides. Malgrat les incomptables envestides d'ambdues parts i d'algunes batalles importants en el transcurs del conflicte, la guerra va tenir grans períodes d'impàs, amb cap dels dos estats sent capaç de sobrepujar l'altre.
L'any 588, un motí de les tropes romanes, que no rebien la paga dirigit per Germà, contra el seu nou comandant, Prisc, va empènyer als sassànides a intentar trencar aquest impàs, però els propis amotinats van ajudar a repel·lir l'ofensiva persa; després d'una derrota a Tsalcajur, els romans van aconseguir una nova victòria a Martiròpolis. Aquest any, un grup de presoners que havien sigut capturats durant la caiguda de Dara, quinze anys abans, van escapar de les seves presons al Khuzestan i van lluitar el seu camí de tornada a l'imperi.
El 589, el curs de la guerra va ser alterat. Durant la primavera, el motí per compte del salari de les tropes va ser resolt, però Martiròpolis va caure a mans perses per culpa de la traïció del degà Sitas. El general Filípic va assetjar la ciutat, però va ser incapaç de prendre-la o impedir que l'exèrcit sota Mebodes i Afraates s'unís als defensors. L'emperador Mauríci (r. 582–602) va substituir Filípic per Comencíol com mestre dels soldats de l'Orient qui va mobilitzar les seves tropes contra els sassànides.

## Batalla i conseqüències

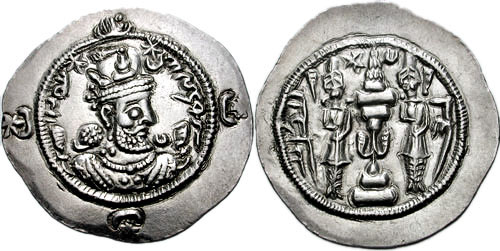
Dracma de Ormazd IV (r. 579–590)

A la tardor de 589, Comencíol va capturar el fort d'Acbas, permetent als romans estrenyer el setge contra Martiròpolis, així com invadir la regió de Bete-Aràbia (Beth-Arabaye), propera a Nísibis. Els romans sota Comencíol i Heracli el Vell van ser confrontats per les tropes perses, liderades per Afraates, a Sisauranó. La batalla no és descrita pels autors del període, però se sap que va acabar amb una important victòria romana. Aquesta victòria es atribuïda a Heracli segons alguns autors i a Comencíol segons altres.
Paral·lelament al conflicte de Bete-Aràbia, Vararanes Chobin estava aconseguint diverses victòries contra els romans i els seus aliats al Caucas.Tanmateix, va ser decisivament derrotat per Romà als marges del riu Araxes, el que provocar la seva destitució per ordres del xa Ormazd IV (r. 579–590). Això el va portar a rebel·lar-se. Després de la derrota en Sisauranó, els soldats perses supervivents, tement ser castigats pel rei persa, es van unir la rebel·lió. Els que donaven suport al rei van ser assassinats i el propi rei va ser deposat i assassinat el febrer de 590, quan el seu fill i successor Còsroes II (r. 590–628) va assumir el tron. Vararanes es va negar a acceptar a Còsroes i, després de derrotar-lo en batalla el 28 de febrer, va prendre el tron per a si mateix, obligant Còsroes a fugir a l'Imperi Romà d'Orient buscant l'ajuda de Maurici per a recuperar el seu tron.